# Jan Topić
Jan Tomislav Topić Feraud ( Guayaquil - 23 de abril de 1983) é um empresário, economista e político equatoriano que concorreu à presidência do Equador nas eleições gerais equatorianas de 2023 .

## Vida pregressa
Nasceu em 1983, filho do empresário Tomislav Topić. Em 2005, ele se formou na Universidade da Pensilvânia com bacharelado em economia e negócios. Obteve seu mestrado em economia em 2012 pela London School of Economics .
Antes de concorrer à presidência, foi presidente da Telconet desde 2010. Suas supostas atividades para a Legião Estrangeira Francesa levantaram preocupações de que Topić fosse um mercenário, rótulo que ele negou. Antes da crise política em maio de 2023, ele foi brevemente nomeado para servir como Ministro da Segurança pelo presidente Guillermo Lasso .

Ele recebeu treinamento militar na Legião Estrangeira Francesa e afirmou ter lutado na Ucrânia durante a invasão russa e em partes da África e da Síria . Por esse fato foi acusado de ser mercenário, porém, afirmou ser um "soldado profissional de elite" e ter lutado pela França por ter dupla nacionalidade equatoriana-francesa, entre 2006 e 2012.

### Candidatura presidencial de 2023
Em maio de 2023, após a dissolução da Assembleia Nacional, ele anunciou sua candidatura à presidência do Equador nas próximas eleições gerais . Sua candidatura está sendo apoiada pelo Partido Social Cristão . O advogado e candidato a 2021 Pedro José Freile foi brevemente anunciado como seu companheiro de chapa, até que o Conselho Nacional Eleitoral determinou que a eleição de 2023 deve ter paridade nas candidaturas entre homens e mulheres. A jornalista e advogada Diana Jácome foi posteriormente confirmada como companheira de chapa de Topic.